# Mikrogen
Die NPO Mikrogen (russisch НПО "Микроген") ist Russlands größter Hersteller immunologischer Produkte. 70 % aller Impfstoffe in Russland werden von Mikrogen hergestellt. So werden Vakzine gegen Tuberkulose, Diphtherie, Tetanus, Grippe, sowie MMR- (Masern, Mumps, Röteln) und DTP-Impfstoffe (russisch АКДС; Diphtherie, Tetanus, Keuchhusten). erzeugt.
Mikrogen besitzt 9 Produktionsstandorte in Moskau, Nischni Nowgorod («ImBio»), Perm («Biomed»), Ufa («Immunopreparat»), Tomsk («Wirion»), Irkutsk und Stawropol («Allergen»).
2015 wurde die Übernahme Mikrogens durch die Rostec-Tochter Nacimbio bekannt.